# Pseudodira clypealis
Pseudodira clypealis is een keversoort uit de familie lieveheersbeestjes (Coccinellidae). De wetenschappelijke naam van de soort is voor het eerst geldig gepubliceerd in 1975 door Gordon.